# Катастрофа Boeing 737 в Вильнюсе
Катастрофа Boeing 737 в Вильнюсе — авиационная катастрофа, произошедшая 25 ноября 2024 года. Boeing 737-476SF авиакомпании Swiftair, выполнявший плановый грузовой рейс 5960 (также оформленный как рейс 18D European Air Transport Leipzig) из аэропорта Лейпциг/Галле в Лейпциге, Германия, в международный аэропорт Вильнюса в Литве, потерпел крушение при заходе на посадку в аэропорту Вильнюса, упав во дворе двухэтажного дома в районе Лепкальнис неподалёку от взлетно-посадочной полосы. Один член экипажа погиб, трое получили ранения. О жертвах на земле не сообщалось.

## Фон
В начале ноября 2024 года американское издание The Wall Street Journal утверждало, что европейские спецслужбы подозревают Россию в попытках организовать поджоги и взрывы на самолётах компании DHL, совершающих трансатлантические рейсы между Европой и Северной Америкой.

## Самолёт
Boeing 737-400SF (регистрационный номер EC-MFE, заводской 24445) был выпущен в 1993 году на авиазаводе Boeing, в Эверетте, Вашингтон. Он был оснащен двумя двигателями CFM International CFM56-3C1. Принадлежал авиакомпании Swiftair, эксплуатировался European Air Transport Leipzig, дочерней компанией DHL.

## Катастрофа
Самолёт вылетел из хаба DHL в аэропорту Лейпциг/Галле в 02:08 UTC (03:08 по местному времени) 25 ноября. Катастрофа произошла в 03:28 UTC (05:28 по местному времени) во время захода на посадку в аэропорту Вильнюса. Самолет едва не врезался в двухэтажный дом в районе Лепкальнис, примерно в 1,3 км к северу от аэропорта, и упал на его дворе, вызвав пожар, который достиг дома. КВС, который был гражданином Испании и Франции, погиб при ударе, а три других члена экипажа, включая второго пилота, получили ранения. Позже они были идентифицированы как граждане Испании, Германии и Литвы. Испанский член экипажа получил тяжёлые ранения, а двое других получили лёгкие травмы. Спасатели объяснили их выживание тем, что кабина самолёта при ударе отделилась от фюзеляжа, который загорелся. 
Все 12 жильцов дома были благополучно эвакуированы. Несколько дорог были перекрыты и власти призвали людей не ездить в этот район. Также от падения самолета пострадали несколько соседних зданий и автомобиль.

## Расследование
Исполняющий обязанности министра национальной обороны Лауринас Касчюнас заявил, что на предварительных этапах не было выявлено никаких признаков, указывающих на диверсию. Литовские спецслужбы также сообщили, что не было обнаружено никаких признаков диверсии. Немецкие лидеры высказали предположение, что крушение грузового самолета в Литве в понедельник могло быть результатом диверсии. На вопрос в понедельник вечером, является ли крушение результатом гибридной войны, канцлер Германии Олаф Шольц заявил общественному вещателю ZDF: «Мы внимательно изучаем это, на данный момент мы не можем сказать наверняка, но это может быть так — в Германии мы наблюдаем очень много плохих форм гибридной войны». Его комментарии последовали за аналогичными замечаниями министра иностранных дел Анналены Бербок, которая заявила журналистам на саммите G7: «Тот факт, что мы вместе с нашими литовскими и испанскими партнерами теперь должны серьезно спросить себя, было ли это случайностью или очередным гибридным инцидентом, показывает, в какие нестабильные времена мы сейчас живем, даже в центре Европы». 
Орган по расследованию безопасности полётов Испании направил в Литву двух следователей, а Федеральное министерство транспорта и цифровой инфраструктуры Германии также направило в Литву четырех экспертов из Федерального бюро расследований авиационных происшествий для оказания помощи в расследовании. Министерство юстиции Литвы также уведомило об аварии власти США, Международную организацию гражданской авиации (ИКАО), Европейскую комиссию и Европейское агентство безопасности полетов.
Бортовые самописцы самолета Boeing 737-476SF были обнаружены 26 ноября 2024 года в 11:30, их извлекли из обломков самолёта. Группа, расследующая авиакатастрофу, занялась процессом организации считывания информации с самописцев. В этот же день поступило сообщение о том, что расследование в Вильнюсе будут проводить наряду с местными специалистами и эксперты из Германии, Испании и США.
По данным прокуратуры, после анализа и обобщения допросов, проведенных в Литве, осмотра места происшествия, записей бортовых самописцев самолета и переговоров в кабине экипажа, а также других данных, полученных в ходе расследования, было установлено, что авиакатастрофа, скорее всего, произошла из-за отключения гидравлической системы, отвечающей за выпуск закрылков, что, вероятно, и стало причиной падения самолета. Как указано в пресс-релизе прокуратуры, в ходе досудебного расследования прокуроры обратились в компетентные органы Испании с просьбой провести необходимые следственные действия на основании Европейского ордера на расследование, вручить сообщение о подозрении пилоту самолета, который проходит там лечение, и допросить его.

## Промежуточный отчёт
2 апреля 2025 года министр юстиции Литвы Римантас Моцкус совместно с экспертами представил промежуточный отчёт по делу о крушении самолёта. Из выводов комиссии, которые прокомментировал эксперт, пилот из Литвы Витаутас Томашюнас, следует, что авария стала следствием череды ошибок экипажа. 
Пилоты не имели достаточно большой лётной практики. У 48-летнего капитана общий налёт — 5432 часа. Капитан работал с 2011 года в авиакомпании Swiftair, которой принадлежал разбившийся самолет, в 2021-м пересел на Boeing 737, на котором у него было всего около 1300 часов налета за последние 3-4 года, то есть лишь по 300-400 часов в год. Одновременно он работал менеджером в этой же компании. Обычно такие сотрудники не имеют большой лётной практики. У второго пилота (ему 34 года) общий налет — 520 часов. Из них всего 190 часов на Boeing 737. Фактически, он только учился, набирался опыта. Именно второй пилот 25 ноября 2024 года непосредственно управлял Boeing 737, а капитан выполнял вспомогательные задачи — связывался с диспетчерами и так далее. Фактически грузовой самолет оказался под управлением лётчика, совмещавшего должность менеджера и имевшего не самый большой налёт, а также его ученика.
Boeing 737-400SF вылетал из Лейпцига около двух часов ночи. Через час он уже приближался к польско-литовской границе. В этот момент капитан экипажа пропустил строчку о данных посадки в чек-листе. При переходе с частоты Варшавского диспетчерского центра на частоту Вильнюсского центра капитан ошибся. Он понял это только после обсуждения со вторым пилотом. В дальнейшем капитан ещё как минимум дважды допустит такую же ошибку. За короткое время произошло слишком много помарок, чтобы игнорировать их. В совокупности эти и другие неточности привели к трагедии.
Критическая ошибка была допущена при подлёте к Вильнюсу, когда самолет занял траекторию для посадки в Вильнюсском аэропорту. Речевой самописец зафиксировал двойной щелчок, а ещё один самописец зарегистрировал, что насосы гидравлической системы перешли в режим OFF (выключены). Скорее всего, капитан хотел включить обогрев двигателя, но, вероятно, по ошибке выключил насосы гидравлической системы, тумблеры переключения которых находятся рядом — на верхней панели.
Системы предотвращения ошибок в таких случаях сразу начинают сигнализировать о нестыковках. Так произошло и в кабине Boeing 737, следовавшего в Вильнюс. На передней панели загорелась клавиша Master Caution (интегральное предупредительное табло). Одновременно раздался резкий звуковой сигнал. Второй пилот нажал на кнопку Master Caution, чтобы отключить неприятный звук, и попытался включить автопилот (системы B), но не получилось — ведь гидравлика не работала. У него была возможность включить дублирующий автопилот (системы А) и продолжить полет. Однако он ещё раз нажал на автопилот (системы B), и тот опять отключился.
В этой ситуации следовало взять аварийный чек-лист и пройтись по процедуре, проверив работоспособность систем машины. Но экипаж обратился к другому чек-листу — захода на посадку, при этом пропустив чек-лист посадки. Это ещё одна небрежность, которая наложилась на предыдущие. В условиях спешки капитан сам задействовал спидбрейк (аэродинамические тормоза), отдав указание второму пилоту поднять нос самолета. Вмешательство в управление со стороны капитана — довольно грубое действие. Вероятно, второй пилот находился под давлением авторитета капитана и боялся возразить.
В этот момент нужно было зайти на второй круг, спокойно разобраться в проблеме и не попадать в дефицит времени. Вместо этого экипаж продолжил заходить на посадку. Когда второй пилот попросил капитана выпустить шасси, тот определил, что скорость ещё очень высокая. Капитан опять вмешался в управление и использовал спидбрейк, что запрещено конструкцией данного самолета в такой ситуации. У экипажа был ещё один шанс предотвратить крушение и уйти на второй круг — примерно за семь секунд до катастрофы, когда активировался вибросигнализатор, и сработала система предупреждения сближения с землёй. Но драгоценные шесть секунд были потеряны в панике. Экипаж принял правильное решение уходить на второй круг, однако, слишком поздно — за секунду до авиакатастрофы.